# Flagge der Republik Tuwa

Offizielle Flagge der Republik

Die Flagge Tuwas ist die offizielle Flagge der Tuwiner und der autonomen Republik Tuwa innerhalb Russlands.
Beschreibung und Bedeutung der tuwinischen Flagge wurden 1918 angenommen. Die Flagge enthält die Farben Blau, Gelb und Weiß.
Die Farben bedeuten Folgendes:
- Blau steht für Mut und Stärke der nomadischen Vorfahren und das Volk der Tuwiner.
- Gelb symbolisiert Wohlstand und den Buddhismus.
- Weiß für die Reinheit.

Die Streifen stellen das Zusammenströmen der Flüsse Bi-Chem und Kao-Chem bei Kysyl dar, in dem sie das Ulug-Chem (Jenissei) bilden.
Anmerkung: Die heutige Flagge wurde offiziell am 17. September 1992 in den Proportionen 1:2 angenommen. Drei Tage später wurde sie durch den Dalai Lama während seines Staatsbesuches in Tuwa gesegnet.